# Olivier Marleix
Pour les articles homonymes, voir Marleix.
Olivier Marleix, né le 6 février 1971 à Boulogne-Billancourt (Hauts-de-Seine) et mort le 7 juillet 2025 à Anet (Eure-et-Loir), est un homme politique français.
Ancien président de l'Union des jeunes pour le progrès, il est membre du parti Les Républicains, maire d'Anet de 2008 à 2017. Il est membre de plusieurs cabinets ministériels, en collectivités territoriales et conseiller à la présidence de la République sous le mandat de Nicolas Sarkozy. En 2012, il est élu député dans la 2e circonscription d'Eure-et-Loir et est vice-président des Républicains. Il est président du groupe Les Républicains de l'Assemblée nationale de 2022 à 2024.

## Biographie

### Études
Diplômé de l'Institut d'études politiques de Paris (1992), Olivier Marleix est également titulaire d'un DEA de droit public obtenu à l'université d'Auvergne (1994).

### Vie privée
Olivier Marleix est le fils d'Alain Marleix, ancien secrétaire d'État et député du Cantal, et d'Évelyne Marleix, maire de Molompize de 2001 à 2008.
Père de deux filles, il est le frère de Romain Marleix, conseiller parlementaire de Michel Barnier nommé en mai 2025 directeur de cabinet du président du groupe LR au Sénat, et de l'historienne Laurence Saint-Gilles.

### Parcours politique
Olivier Marleix prend une part active à la campagne de l'élection présidentielle de 1995 à l'occasion de laquelle il préside le comité des jeunes, de soutien à la candidature d'Édouard Balladur.[réf. nécessaire]. En 1997, il est élu président de l'Union des jeunes pour le progrès, organisation politique des jeunes gaullistes sociaux.
Parallèlement à cet engagement militant, il intègre les cabinets de plusieurs élus du Rassemblement pour la République avant de devenir directeur de cabinet de Martial Taugourdeau en 1998 au conseil général d'Eure-et-Loir.
En mars 2008, il est élu maire d'Anet dans l'Eure-et-Loir et conseiller général d'Eure-et-Loir (canton d'Anet). Il est élu à la présidence de la commission chargée des affaires culturelles du conseil général en 2008. De 2008 à 2011, il est également vice-président du conseil général, avant de devenir depuis le dernier renouvellement de l'assemblée départementale, président du groupe majoritaire « Gagner avec l'Eure-et-Loir ».
Le 28 décembre 2011, il annonce sa candidature aux élections législatives de juin 2012, sur la 2e circonscription d'Eure-et-Loir et obtient l'investiture de l'UMP le 28 janvier 2012. Il est élu député au second tour de l'élection en devançant la candidate du parti socialiste Gisèle Boullais.
Le 30 janvier 2016, Olivier Marleix est élu président de la fédération des Républicains d'Eure-et-Loir.
Il soutient Nicolas Sarkozy pour la primaire française de la droite et du centre de 2016. Dans le cadre de sa campagne, il est nommé orateur national chargé de l'identité.
Il est réélu député en juin 2017 avec plus de 59 % des voix face à la candidate LREM Claire Tassadit-Houd.
Il parraine Laurent Wauquiez pour le congrès des Républicains de 2017, scrutin à l'issue duquel celui-ci est élu président du parti Républicains.
Le 23 septembre 2017, il démissionne de son mandat de maire d'Anet pour cause de cumul des mandats. Sa première adjointe Aliette Le Bihan est alors élue maire de la commune par le conseil municipal.
En janvier 2020, il reçoit le « prix éthique » de l'association Anticor pour sa mission de président de la commission d’enquête parlementaire sur Alstom,.
Il soutient Michel Barnier au congrès des Républicains de 2021 en vue de l'élection présidentielle de 2022. Au second tour de cette élection, il vote blanc après avoir appelé à ne pas voter pour Marine Le Pen.
Lors des élections législatives de 2022, il est réélu député dans la 2e circonscription d'Eure-et-Loir. Le 22 juin, Olivier Marleix est élu président du groupe Les Républicains à l'Assemblée nationale face à Julien Dive. Il est considéré comme un spécialiste des questions industrielles à l'Assemblée.
Dans le cadre de la réforme des retraites de 2023, que certains députés LR sont réticents à soutenir, il annonce que tout député qui cosignerait une motion de censure serait exclu du groupe Les Républicains.
En juin 2023, un an après le début de la mandature, France Info observe qu'Olivier Marleix a voté en faveur de 71 % des textes présentés par le gouvernement.
Le 3 octobre 2023, il reprend à son compte les propos de Pascal Praud qui un peu plus tôt sur CNews faisait un lien entre punaises de lit et immigration,.
Après la dissolution de l'Assemblée nationale le 9 juin 2024, il se représente aux législatives. Au cours de cette crise au sein de son parti, il demande la démission d'Éric Ciotti. Il est réélu au second tour le 7 juillet face au candidat RN avec 57,25 % des voix grâce au retrait de la candidate socialiste.

### Mort
Le 7 juillet 2025, Olivier Marleix est retrouvé mort à son domicile d'Anet,. La thèse retenue est celle du suicide par pendaison,.
Les personnalités politiques rendent un hommage unanime au député, de Jean-Luc Mélenchon et Manuel Bompard à Éric Ciotti et Marine Le Pen en passant par le Premier ministre François Bayrou et le président de la République Emmanuel Macron. Tous estiment qu'Olivier Marleix était un « gaulliste » et un élu attaché à la souveraineté française. Une minute de silence est observée à l'Assemblée nationale pour lui rendre hommage.Les obsèques ont lieu le 11 juillet 2025 à 15 h à Anet.
Le 30 juillet 2025, Frédéric Chevallier, le procureur de la République près le tribunal judiciaire de Chartres en charge du dossier, clôt l'enquête en concluant au suicide. Et ce après avoir jugé que les constatations, les examens médico-légaux, les auditions ainsi que l'analyse du téléphone portable permettent de décréter la mort par pendaison du député.

## Parcours professionnel et politique
- 1989-1992 : chargé de mission au cabinet de Charles Pasqua, président du groupe RPR au Sénat[34] ;
- 1993-1995 : attaché parlementaire au sein du cabinet de Michèle Alliot-Marie, ministre de la Jeunesse et des Sports[35] ;
- 1995-1998 : directeur de cabinet de Nicole Catala, adjointe au maire de Paris ;
- 1998-2001 : directeur de cabinet de Martial Taugourdeau, président du conseil général d'Eure-et-Loir et sénateur ;
- 2001-2005 : directeur général des services du conseil général d'Eure-et-Loir et directeur de cabinet (2004-2005) d'Albéric de Montgolfier, président ;
- 2005-2007 : conseiller technique au sein du cabinet de Brice Hortefeux, ministre délégué aux Collectivités territoriales[36] ;
- 2009-2011 : conseiller technique à la présidence de la République auprès de Nicolas Sarkozy ;
- 9 mars 2011-2012 : conseiller parlementaire et élections au sein du cabinet de Claude Guéant, ministre de l'Intérieur, de l'Outre-mer, des Collectivités territoriales et de l'Immigration[37].
- À partir de 2015 : secrétaire national des Républicains à l'intégration[38] ;
- 2022-2024 : président du groupe Les Républicains à l'Assemblée nationale.

## Commission d'enquête parlementaire sur la politique industrielle
La branche Énergie Alstom, qui renouvelle tous les turboalternateurs des 19 centrales nucléaires françaises (75 % de la production d’électricité nationale française) a été rachetée, fin 2014, par l’Américain General Electric.
En novembre 2017, à l'initiative du groupe Les Républicains, est créée une commission d’enquête parlementaire sur les décisions de l’État en matière de politique industrielle, s’intéressant notamment à la cession de la branche Énergie d’Alstom. Olivier Marleix assume la présidence de la commission.
Le PDG d’Alstom de l’époque, Patrick Kron, est soupçonné d’avoir « bradé » la branche Énergie d’Alstom pour échapper à des poursuites qui le visaient personnellement aux États-Unis. Si tel était le cas, la question était de savoir qui au sommet de l’État était au courant. Arnaud Montebourg, alors ministre de l'Économie en 2014, a été interrogé et a déclaré à propos de la vente de la branche énergétique d’Alstom : « Les alertes ne sont pas parvenues jusqu'à moi. Elles étaient allées ailleurs, je le sais, mais pas au ministère de l'Économie », conjointement en ciblant le président de la République, François Hollande : « Monsieur le président de la République ne voulait pas affronter les Américains. C'est un choix politique ».
L'objet de la commission d'enquête était d'examiner les conditions dans lesquelles le ministre de l'Économie, de l'Industrie et du Numérique Emmanuel Macron a autorisé la vente d'Alstom, une entreprise stratégique soumise à autorisation préalable et, d'autre part d'en tirer des leçons pour mieux protéger à l'avenir les fleurons nationaux. La commission d'enquête a révélé des dysfonctionnements dans la procédure des investissements étrangers dans les secteurs liés à la sécurité nationale et a préconisé davantage de transparence dans le processus.
En janvier 2019, Olivier Marleix saisit le parquet de Paris. Selon lui, « la vente d'Alstom est le résultat d'un « pacte de corruption », orchestré par un Emmanuel Macron désireux de faire financer sa future campagne électorale ». Le Parquet national financier (PNF) se saisit du dossier et le signalement du député est suivi, quelques mois après, d'une plainte de l'association Anticor, selon les mêmes motifs. En juin de la même année, il est entendu par les enquêteurs de l’Office central de lutte contre la corruption et les infractions financières et fiscales (OCLCIFF) de la police judiciaire à la demande du parquet de Paris souhaitant « lui faire préciser les termes de sa dénonciation ».
Le 10 janvier 2020, il reçoit le prix éthique décerné par Anticor pour sa mission de président de la commission d’enquête parlementaire.
En juin 2020, la presse révèle qu'une adresse IP enregistrée à l'Assemblée nationale a retiré plusieurs paragraphes de l'article de Wikipédia sur Olivier Marleix concernant l’affaire Alstom, dont celui qui rappelle les soupçons pesant sur le patron du groupe, Patrick Kron.
À la suite de la pandémie de Covid-19, il s'interroge en novembre 2022 sur l'usage du Rivotril, utilisé pour les personnes âgées dans les Ehpad durant cette période d'épidémie.
Le 20 mars 2023, il fait partie du groupe des députés Les Républicains qui s'opposent à la motion de censure déposée par Charles de Courson, lors de l'utilisation de l'article 49.3 pour faire passer la réforme des retraites. Il est par ailleurs favorable à cette réforme, dont il a négocié le contenu avec Élisabeth Borne en amont. Vers la fin de l'année, il s'oppose fermement au projet de cession d'Atos, allant jusqu'à proposer une nationalisation temporaire afin de sauvegarder cette entreprise liée à la souveraineté nationale.

## Détail des mandats et fonctions

### Fonctions politiques
- Membre du comité central du Rassemblement pour la République (1989-1995) ;
- Président du comité des jeunes de soutien à la candidature d'Édouard Balladur (1995) ;
- Président de l'Union des jeunes pour le progrès (1995-1997)[6] ;
- Président départemental de la fédération Les Républicains d'Eure-et-Loir (2016-2025) ;
- Membre du bureau politique des Républicains ;
- Premier vice-président du groupe Les Républicains à l'Assemblée nationale ;
- Vice-président des Républicains (2020-2025).

### Mandats
- 17 juin 2012 - 7 juillet 2025 : député de la deuxième circonscription d'Eure-et-Loir ;
- 2008-2011 : vice-président du conseil général d'Eure-et-Loir ;
- 2008-2014 : membre du conseil général d'Eure-et-Loir, président de la commission « culture, sports et vie associative »[48] ;
- du 16 mars 2008 au 23 septembre 2017 : maire d'Anet (Eure-et-Loir).

## Ouvrages
- avec Philippe Cavart, Ce bon docteur Taugourdeau, 30 ans de politique en Eure-et-Loir, Les éditions de Passy, 2007, 200 p. (ISBN 978-2-35146-012-2).
- Sarkozy : La vérité c'est maintenant !, Jacques-Maris Laffont, 2014, 255 p. (ISBN 978-2-36124-079-0).
- Les Liquidateurs : Ce que le macronisme inflige à la France et comment en sortir, Robert Laffont, 2021, 252 p. (ISBN 978-2-221-25187-4).